# Deutsche Fußballmeisterschaft der B-Juniorinnen 2007/08
Die deutsche Fußballmeisterschaft der B-Juniorinnen 2008 war die neunte Auflage dieses Wettbewerbes. Meister wurde der 1. FFC Turbine Potsdam, der im Finale den FC Bayern München mit 2:0 nach Verlängerung besiegte und den Titel somit zum sechsten Mal gewann.

## Teilnehmende Mannschaften
Für die Endrunde qualifizierten sich die Sieger der fünf Meisterschaftswettbewerbe der Regionalverbände des Deutschen Fußball-Bundes sowie die Zweitplatzierten der Wettbewerbe des nordostdeutschen, des süddeutschen und des westdeutschen Regionalverbandes.
| Regionalverband Nord | Regionalverband Nordost                    | Regionalverband Süd                    | Regionalverband Südwest | Regionalverband West                     |
| - Holstein Kiel      | - 1. FFC Turbine Potsdam - Leipziger FC 07 | - FC Bayern München - 1. FFC Frankfurt | - TuS Wörrstadt         | - FCR 2001 Duisburg - SG Wattenscheid 09 |

## Spielergebnisse

### Gruppenspiele

#### Gruppe A
| Pl. | Verein                 | Sp. | S | U | N | Tore    | Diff. | Punkte |
| --- | ---------------------- | --- | - | - | - | ------- | ----- | ------ |
| 1.  | 1. FFC Turbine Potsdam | 3   | 3 | 0 | 0 | 009:100 | +8    | 09     |
| 2.  | FCR 2001 Duisburg      | 3   | 2 | 0 | 1 | 013:200 | +11   | 06     |
| 3.  | SG Wattenscheid 09     | 3   | 1 | 0 | 2 | 005:110 | −6    | 03     |
| 4.  | Holstein Kiel          | 3   | 0 | 0 | 3 | 002:150 | −13   | 0      |

|                                                     |   |                        |           |
| 13. Juni 2008, Stadion im Sportpark in Neu-Isenburg |   |                        |           |
| FCR 2001 Duisburg                                   | – | Holstein Kiel          | 7:0 (3:0) |
| 1. FFC Turbine Potsdam                              | – | SG Wattenscheid 09     | 3:1 (2:0) |
| 14. Juni 2008, Stadion im Sportpark in Neu-Isenburg |   |                        |           |
| FCR 2001 Duisburg                                   | – | 1. FFC Turbine Potsdam | 0:2 (0:0) |
| Holstein Kiel                                       | – | SG Wattenscheid 09     | 2:4 (1:1) |
| 15. Juni 2008, Stadion im Sportpark in Neu-Isenburg |   |                        |           |
| SG Wattenscheid 09                                  | – | FCR 2001 Duisburg      | 0:6 (0:1) |
| Holstein Kiel                                       | – | 1. FFC Turbine Potsdam | 0:4 (0:2) |

#### Gruppe B
| Pl. | Verein            | Sp. | S | U | N | Tore    | Diff. | Punkte |
| --- | ----------------- | --- | - | - | - | ------- | ----- | ------ |
| 1.  | FC Bayern München | 3   | 3 | 0 | 0 | 007:100 | +6    | 09     |
| 2.  | Leipziger FC 07   | 3   | 2 | 0 | 1 | 005:100 | +4    | 06     |
| 3.  | TuS Wörrstadt     | 3   | 0 | 1 | 2 | 000:300 | −3    | 01     |
| 4.  | 1. FFC Frankfurt  | 3   | 0 | 1 | 2 | 001:800 | −7    | 01     |

|                                                |   |                   |           |
| 13. Juni 2008, Bundesleistungszentrum Kienbaum |   |                   |           |
| TuS Wörrstadt                                  | – | FC Bayern München | 0:1 (0:0) |
| Leipziger FC                                   | – | 1. FFC Frankfurt  | 3:0 (2:0) |
| 13. Juni 2008, Oderbruchstadion in Seelow      |   |                   |           |
| TuS Wörrstadt                                  | – | Leipziger FC      | 0:2 (0:1) |
| FC Bayern München                              | – | 1. FFC Frankfurt  | 5:1 (2:0) |
| 14. Juni 2008 in Strausberg                    |   |                   |           |
| 1. FFC Frankfurt                               | – | TuS Wörrstadt     | 0:0       |
| 14. Juni 2008 in Fürstenwalde                  |   |                   |           |
| FC Bayern München                              | – | Leipziger FC      | 1:0 (0:0) |

### Finale
| Paarung                | 1. FFC Turbine Potsdam – FC Bayern München |
| Ergebnis               | 2:0 n.V |
| Datum                  | 22. Juni 2008 um 11:00 Uhr |
| Stadion                | Sportforum Waldstadt, Potsdam |
| Zuschauer              | 510 |
| Schiedsrichterin       | Sandra Jung (Kleve) |
| Tore                   | 1:0 Theresa Wutzke (93.) 2:0 Sandra Starke (100.) |
| 1. FFC Turbine Potsdam | Anna Felicitas Sarholz – Elisabeth Hänsch, Christin Carl, Sandra Wiegand , Maria Mack – Tina Misch (34. Sandra Starke), Laura Diener, Marie-Louise Bagehorn, Lisa Zech – Marie Klemme, Tabea Kemme (41. Theresa Wutzke) Cheftrainer: Jürgen Theuerkorn |
| FC Bayern München      | Vanessa Griebel – Theresa Strasser, Carina Wenninger, Ramona Werner , Clara Schöne – Ramona Strahl, Theresa Lechner (72. Julia Dietsch), Annika Doppler – Bettina Endres, Magdalena Mayr, Sonja Mügel (67. Evelyn Mass) Cheftrainerin: Roswitha Bindl  |
| Gelbe Karten           | Marie Klemme – Theresa Strasser, Theresa Lechner, Vanessa Griebler |